# مزرعة علي آباد (لارستان)
مزرعة علي آباد (بالفارسية: مزرعه على آباد) (بالإنجليزية: Mazraeh-ye Aliabad)‏، قرية في قسم حومه الريفي، الناحية المركزية، مقاطعة لارستان، محافظة فارس، إيران. سُجلت في إحصاء عام 2006 ميلادية ولم تسجل أي معلومات عن عدد سكانها.